# Milton Keynes Bowl

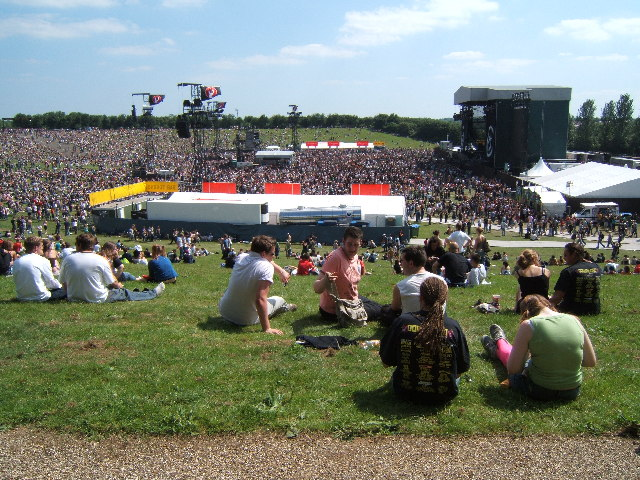
Konzert im Milton Keynes Bowl

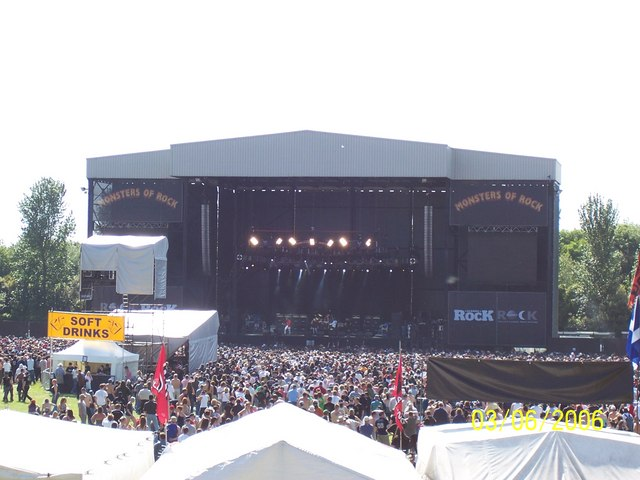
Bühne

Die Milton Keynes Bowl (seit 1992 offiziell National Bowl) ist eine Freilichtbühne, die nach dem Vorbild eines Amphitheaters erbaut wurde. Sie liegt im Süden der Stadt Milton Keynes in England nahe der A5 (London–Holyhead) und hat eine Kapazität von 65.000 Zuschauern.

## Geschichte
Die 1979 eröffnete Arena wurde in einer ehemaligen Tongrube angelegt, wobei Aushub für die zahlreichen Neubauten in der Umgebung verwendet wurde. Der Zuschauerraum ist mit Rasen bepflanzt und unbestuhlt. 1992 wurde sie von dem japanischen Konzern Sony übernommen, der den Markennamen National Bowl einführte. Sony stattete die Arena zudem mit einem eingebauten Sound-System aus. Mangels Gewinnpotenzial veräußerte Sony die Arena 1996. 2000 wurde sie von der staatlichen Stadterneuerungsbehörde English Partnerships gekauft, die wiederum 2008 in die Homes and Communities Agency überging. Aktuell ist das Gelände in den Händen eines Konsortiums aus Gaming International und Live Nation UK. Die Besitzer planen seit 2006 umfassende Um- und Neubauten, deren Realisierung jedoch noch nicht begonnen hatte.

## Künstler
Die Bowl wurde von zahlreichen Künstlern, vorwiegend namhafte Rock-Bands, für Konzerte verwendet:
| - 50 Cent - AC/DC - Black Sabbath - Bon Jovi - Bruce Springsteen - Bryan Adams - David Bowie - Deep Purple - Eminem - Europe - Foo Fighters - Genesis - Girls Aloud - Green Day – 2005 Aufnahme der CD und der DVD des Live-Albums Bullet in a Bible - Jamiroquai | - Jay-Z - Linkin Park – 2008 Aufnahme der CD und der DVD des Live-Albums Road to Revolution: Live at Milton Keynes - Marilyn Manson - Metallica - Michael Jackson - Muse - Natasha Bedingfield - Nazareth - Nickelback - Papa Roach - Queen – 1982 Aufnahme des Albums bzw. der DVD Queen on Fire – Live at the Bowl - R.E.M. - Robbie Williams | - Ronan Keating - Simple Minds - Simply Red - Slayer - Slipknot - Status Quo – Aufnahme des Konzertes und Veröffentlichung auf VHS 1984 - Swedish House Mafia - Take That - The Police - The Prodigy – 2010 Aufnahme der CD, DVD und Blu-ray des Live-Albums "World's On Fire" - UB40 - U2 - ZZ Top |